# Russische maffia
De Russische maffia (Russisch: Русская мафия, Russkaja mafija), soms ook Bratva (Russisch: братва, Broederschap) genoemd, is een uitdrukking voor de georganiseerde misdaad in Rusland en de overige voormalige Sovjetrepublieken.
In tegenstelling tot wat de term "Russische maffia" suggereert, is dit geen homogene bende.
Deze georganiseerde bendes bestaan niet alleen uit Russen; andere etnische groepen zijn eveneens in de bendes vertegenwoordigd.

## Geschiedenis
In Rusland is er nooit een goed functionerende democratie geweest, evenmin als een goed werkend sociaal stelsel. Boeren werden uitgeperst door hun heren. In dit klimaat ontstonden benden, en vluchtten de boeren en masse naar de Kozakken. De kozakken waren van oorsprong soldaten die met hun gezinnen aan de grens van het Russische Rijk waren gelegerd. Ze hielden er een eigen leefwijze en wetten op na, en namen dikwijls deel aan plunderingen. De uitgeknepen bevolking bewonderde de misdadigers en Kozakken op een bijna romantische manier, te vergelijken met Robin Hood. Er zijn talloze illustere Russen bekend die zich niets van de wet aantrokken, zoals Vanka-Kain (Russisch: Ванька-Каин) en Sonja met het gouden handje (Russisch: Сонька золотая ручка).
Na de revolutie kwamen naast revolutionairen ook alle criminelen op vrije voet. Tijdens de communistische tijd tierde de misdaad welig. De Goelag Archipel functioneerde als een universiteit voor de misdaad. Na Stalins dood liet Chroesjtsjov veel gevangenen vrij, waaronder zich ook zeer veel misdadigers bevonden. Het misdaadcijfer steeg en veel mensen waren daar onrustig over.

## Structuur
Een Russische bende is vaak opgebouwd volgens het militaire model. Onderaan staan de uitvoerders, daarboven de luitenants, en bovenaan staat een vor v zakone (dief volgens de wet, Russisch: вор в законе). Deze is te vergelijken met de Siciliaanse peetvader.
In het verleden moest men om een vor v zakone te worden door twee bestaande vory worden voorgedragen. Degene die werd voorgedragen moest een onbesproken staat van dienst hebben. Dit was belangrijk. Hij mocht geen openstaande speelschulden of andere schulden hebben, niet met de kampbewaking of justitie hebben samengewerkt, niemand hebben verklikt of op andere wijze oneervol gedrag hebben getoond. De voorgedragen kandidaat werd vaak in de gevangenis ingewijd. Door deze inwijding werd hij een vor v zakone. Voordat de kandidaat werd ingewijd, werd de op handen zijnde inwijding bekendgemaakt onder de gevangenen tot in de meest afgelegen gevangeniskampen. Afkomst heeft weinig invloed op het toetreden tot de vor. Binnen de vor ( en de Russische maffia ) bundelen verscheidene etniciteiten zich in grote misdaad groeperingen : etnische Russen, Russische en Oekraïense Joden, Georgiërs, Armenen, Tsjetsjenen, Azerbeidzjanen en Jezidi's zijn allemaal terug te vinden binnen de vor v zakone of binnen de misdaadgroeperingen die genoemd worden onder de term Russische maffia.
Sinds de jaren 90 van de 20e eeuw wordt deze structuur minder streng gehandhaafd. In plaats van oude regels zijn nieuwe regels gekomen. Zo is bijvoorbeeld het voorschrift dat een dief, en zeker een "vor v zakone" ongehuwd moet zijn, al geruime tijd afgeschaft, en daardoor achterhaald.

## Activiteiten
In praktisch iedere grotere stad in Rusland is een bende. Alleen al in Moskou bestaan er tientallen bendes. Beruchte voorbeelden van bendes zijn die uit de wijk Solntsevo en die uit de voorstad Ljoebertsy.
In Sint-Petersburg en Moskou bestaan bendes die hoofdzakelijk zijn samengesteld uit personen uit dezelfde stad of streek, zoals Kazan en Tambov.
Veel criminelen genieten onschendbaarheid, omdat ze als assistent van een volksvertegenwoordiger staan ingeschreven. Vooral de partij LDPR is er bekend om dat veel criminelen als assistent van volksvertegenwoordigers van deze partij staan ingeschreven.
De meeste organisaties houden zich bezig met afpersing van ondernemers, eufemistisch "bescherming" genoemd, en het witwassen van de hieruit verkregen inkomsten. Ook de politie houdt zich bezig met het afpersen van ondernemers onder het mom van bescherming; zo is het mogelijk dat een ondernemer of zelfs een winkel tegen bepaalde voorwaarden wordt beschermd door de politie.
Voor de afpersing bestaan bepaalde scenario's. Bij deze scenario's wordt de ondernemer gebruikt om gemakkelijk geld te verdienen. Zo is het mogelijk dat een ondernemer wordt lastiggevallen door een bepaalde bende, waarop hij "zijn eigen" bende inschakelt. Deze bende heeft dan zogenaamd met veel pijn en moeite de andere bende afgeweerd en vraagt daarvoor een beloning. Die beloning wordt dan onder beide bendes verdeeld. Ook wordt er vaak gebruikgemaakt van methoden die in de gevangenis gebruikelijk zijn, maar waar de gemiddelde ondernemer geen weet van heeft.
Daarnaast kunnen bendes ook aan verschillende andere activiteiten deelnemen, zoals drugshandel, orgaanhandel, mensenhandel, prostitutie enzovoort. Centraal-Aziatische bendes spelen een rol in de transport van opium uit Afghanistan.

## Israël
Veel Russische maffiosi beweren (soms naar waarheid) Joden te zijn. Als zij over vervalste documenten beschikken die moeten aantonen dat ze Joods zijn, levert hun dit bij emigratie naar Israël niet alleen gemakkelijk een Israëlisch paspoort op, maar ook de mogelijkheid om gemakkelijk legaal van naam te veranderen en daarna als "Israëli's" met een typisch Hebreeuwse naam elders opnieuw te beginnen. Een beruchte maffialeider die onder deze groep valt is Semjon Mogilevitsj van de Solntsevskaja bratva.
Op een zeker moment was Israël in verlegenheid gebracht door de activiteiten van deze nieuwe Israëli's. Daarom krijgt men sinds medio de jaren 90 als nieuwe immigrant niet meer onmiddellijk een paspoort maar een "teudat maavar" (laissez-passer), geldig voor één jaar, eventueel verlengbaar. Pas na afloop van deze wacht-verblijftijd kan men een eigenlijk paspoort aanvragen.

## Acceptatie en verwevenheid
Nog steeds kunnen veel misdadigers in Rusland op acceptatie en zelfs op een zekere bewondering bij de gewone man rekenen. Het hebben van een "dak" ("bescherming van een bende") wordt door ondernemers als noodzakelijk gezien: "De politie doet toch niets". Ook zien veel Russen de centrale en lokale regeringen als nog misdadiger dan de maffia. Een enquête in Jekaterinenburg toonde aan dat de meeste mensen meer respect hadden voor het lokale misdaadsyndicaat, Oeralmasj, dan voor de regering.
In ditzelfde Jekaterinenburg liet de gouverneur de illegale overname van machinefabriek Oeralmasj toe, door de aandeelhouders en het management met politieblokkades tegen te houden. Het misdaadsyndicaat, dat een minderheidsbelang had, kon nu de onderneming failliet laten verklaren. De onderneming was financieel gezond. De rechter die het faillissement uitsprak werd via giften en bedreigingen "aangemoedigd". Door het faillissement verloren de aandeelhouders hun stemrecht en kon het syndicaat de onderneming voor een fractie van de waarde kopen. 